# Sfera specchiata

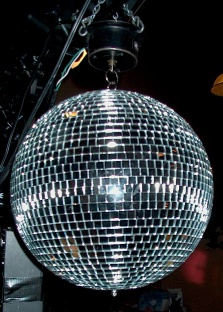
Strobosfera

Una sfera specchiata, anche chiamata palla a specchi (dall'inglese mirror ball), strobosfera o palla stroboscopica e volgarmente conosciuta come palla da discoteca, è una sfera in grado di ruotare e di riflettere le luci, di solito stroboscopiche, grazie ai piccoli specchi di cui è ricoperta.

## Storia
La sfera specchiata risale almeno agli anni 1910 del Novecento ed è un'invenzione statunitense; venne brevettata nel 1917 da Louis Bernard Woeste e William A. Stephens e prendeva originariamente il nome di myriad reflector. Sebbene fossero già in uso nei nightclub statunitensi ed europei a partire dagli anni venti e siano comparse in varie pellicole della prima metà del secolo (ad esempio L'angelo azzurro del 1930 e Casablanca del 1945), fu soprattutto a partire negli anni settanta del secolo che le sfere specchiate salirono alla ribalta, diventando parte integrante delle discoteche e assurgendo a simbolo della scena  disco. Le sfere specchiate continueranno a essere usate nei decenni seguenti.

## Descrizione
Come suggerisce il suo nome, la sfera specchiata è un oggetto tondo, spesso in polistirene, composto da innumerevoli piccoli specchi quadrati che rivestono interamente la sua superficie; viene in genere fissata al soffitto tramite un cavo. La dimensione delle sfere specchiate può spaziare dai pochi centimetri a diversi metri di diametro. Sono prevalentemente contestuali delle discoteche, ma ne esistono alcune, di dimensioni relativamente esigue, che vengono usate durante le feste in casa e possono fungere da pezzi da arredamento.